# مهدی جلوه
مهدی جلوه (زاده ‎۳۱ اردیبهشت ۱۳۸۰) بازیکن والیبال اهل ایران است. وی سابقه بازی در تیم‌هایی همچون فولاد سیرجان، نیان الکترونیک و فنرباغچه و المپیاکوس یونان را در کارنامه دارد.